# 泰灣 (南極)
泰灣（63°22′S 55°45′W / 63.367°S 55.750°W）是一個位於南極鄧迪島東北面至茹安維爾島東面的一個灣，長12英里（19）和寬6英里（10）。泰灣連接著阿克蒂夫灣，使兩島完全分隔起來。這灣由船長托马斯·罗伯逊（Thomas Robertson）在1892至93年間率鄧迪捕鯨遠征時發現，他以蘇格蘭泰灣替此命名。